# Mitla Godu, Tirthahalli
Mitla Godu là một làng thuộc tehsil Tirthahalli, huyện Shimoga, bang Karnataka, Ấn Độ.